# 연구

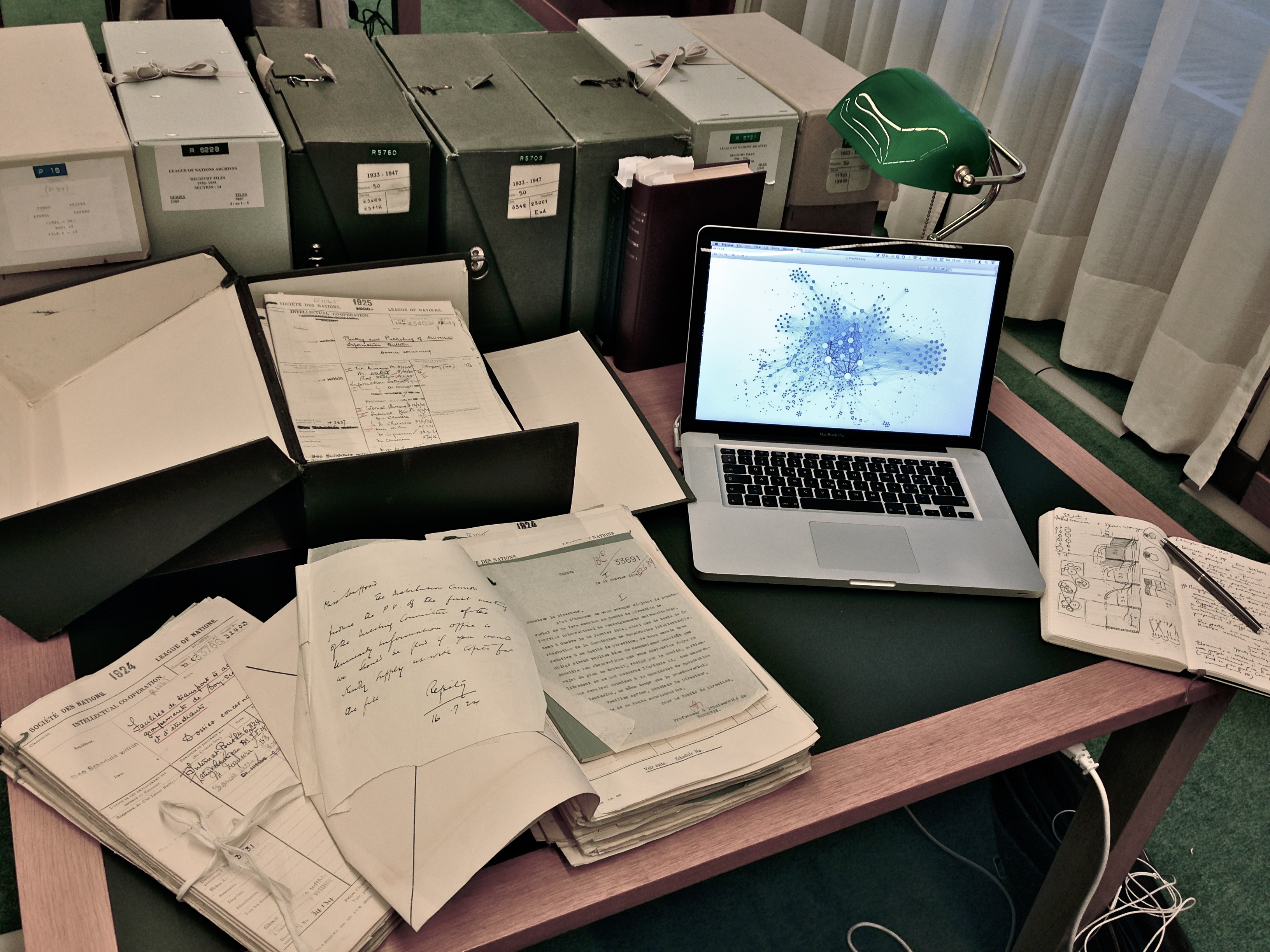

연구(硏究, 영어: research) 또는 연구방법론은 지식에 대한 탐구를 기반으로 한 인간의 활동이며 세상의 여러 측면에 대하여 인간이 새롭게 알게 되었거나 이미 존재하던 지식의 발견, 해석, 정정, 재확인 등에 초점을 맞추는 체계적인 조사를 일컫는 말이다. 연구의 일차적 목표는 지식에 대한 증거의 제공, 발견, 해석, 또는 인간의 지식이 진보하기 위한 방법과 체계의 발전에 있으나, 사람들이 사는 세상의 자연과 특성을 설명하기 위한 과학 정보와 이론을 제공하므로 실용적인 측면에서의 응용 역시 가능하다. 연구는 일반적으로 관찰부터 시작하여 가설 설정과 자료 수집 등을 통하여 최종 결론을 도출해내는 과정을 거치며, 과학적 방법을 비롯하여 여러 가지 방법이 사용된다.
연구의 가장 대표적인 형태인 과학 연구는 과학적 방법의 응용, 호기심의 이용 그리고 아이디어의 논리적 적용에 의존한다. 과학 연구는 국가 기관으로부터 지원을 받기도 하며 여러 분류로 나뉜다.

## 어원
연구를 뜻하는 영어 단어 research는 '무엇인가 찾는 것을 시도하다'라는 뜻을 가진 중세 프랑스어인 recherche에서 유래하였다. rescherche는 "re-"와 '찾다'를 의미하는 "cerchier" 혹은 "sercher"의 합성어이다. 첫 사용 기록은 1577년의 자료에서 찾아볼 수 있다.

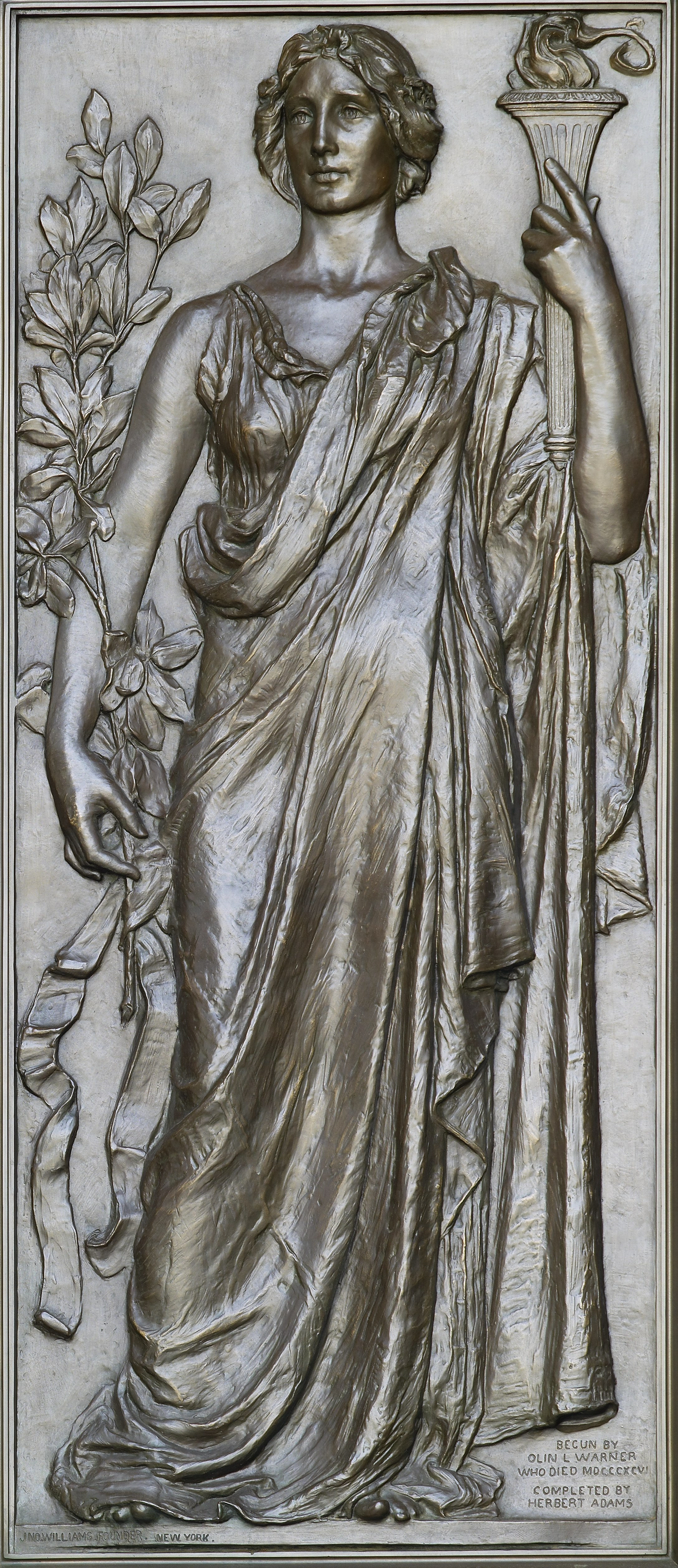
워싱턴 D.C. 소재 미국의회도서관 토마스 제퍼슨 빌딩에 위치한 올린 레비 워너의 조각 《지식의 횃불을 들고있는 연구》(1896).

## 정의

### 인물, 사전, 규정 등에 의한 정의
연구는 다양한 방법으로 정의되어 왔다.
- “사물을 깊이 생각하거나 자세히 조사하여 어떤 이치나 사실을 밝혀내는 것” - 네이버 지식사전[2]
- “가장 넓은 말의 범위로는, 지식의 진보를 위한 정보, 자료 그리고 사실들의 수집” - Martin Shuttleworth[3]
- “주제 혹은 문제에 대한 우리의 이해의 질을 높이기 위한 정보를 수집하고 분석하는 일련의 작업” - Creswell[4]
- “진리(지식)의 탐구를 의미하는 연구는 현상의 본질을 이해하는 것” - Cohen et al.[5]
- “과학자가 수행하는 활동의 일종” - Popper[5]
- “지식(진리)의 생산을 목적으로 하는 체계적 탐색활동” - Radnor, H. A.[5]
- “학구적인 탐구, 혹은 검사로서 특별히 사실의 해석과 발견, 이미 발표된 이론들이나 법칙의 적용 등에 초점을 맞춘 실험과 조사” - Merriam-Webster Online Dictionary[1]
- “어떤 일이나 사물에 대하여 깊이 있게 조사하여 진리를 따져 보는 일” - 네이버 사전[6]
- “일반화할 수 있는 지식을 도출하거나 기여할 수 있도록 설계된 체계적인 조사. 체계적인 조사는 연구개발, 시험 및 평가를 포함.” - 미국 연방규정(Code of Federal Regulation)[7]
- “새로운 결과의 도달과 진실의 확립을 위한 자료들에 대한 체계적인 조사” - Oxford Online Dictionary[8]

### 현대적이고 일반적인 정의
연구는 자연이나 사회의 이치를 규명하고 거기서 법칙을 찾기 위하여 행하는 체계적인 활동이라고 정의할 수 있다. 연구는 현대에서 일반적으로 과학적 연구, 혹은 과학적 방법이라는 의미로 주로 사용된다. 과학적 방법이라는 표현은 과학이 무엇인지에 대한 질문에서 또다시 시작되어 나오는데, 여기에서 과학적이라는 표현은, 우주의 사실에서 비롯된 현상들을 체계적이고 논리적인 형태로 자세히, 또한 정밀하게 서술하려고 하는 목적을 가지고 있음을 의미한다.
과학적 연구는 우선 체계적인 방법을 가지고 있어야 하며, 그것은 보통 아래에서 서술될 단계들인 관찰, 가설 설정, 자료 수집, 자료 분석, 결론 및 피드백으로 이루어진 체계화된 단계들을 포함하고 있거나 그에서 조금 변형된 방법을 보유하고 있어야 한다. 그 다음으로, 과학적 연구는 변화시킬 수 있는 변수들과 구체적인 실험 환경을 제공해야 하며, 이는 나중에 이 연구를 다른 사람이 반복하여 진위를 판단할 수 있도록 설계되어야 한다. 또한, 과학적 연구는 그 주제를 자연현상에서 찾아야 하며, 추상적, 철학적인 연구의 주제들은 위의 체계적이고 객관적인 절차를 따라 연구가 진행될 수 없기 때문에 과학적인 연구라고 불릴 수 없다.
사고 실험을 이용한 연구는 현대적이고 일반적인 정의에서 연구라고 불릴 수 없다. 사고 실험은 주관적인 해석과 의견이 담길 수 있으며, 실제 우주의 현상의 기반 하에 이루어지는 과학적 방법에 포함되지 않기 때문에, 위의 조건인 과학적 연구의 범주에 포함될 수 없기 때문이다.
과학적 연구를 제외하고도 현대에는 다양한 연구가 수행되는데, 분야에 관계없이 특정 주제와 목적에 대한 체계적인 조사와 분석 및 분류 등을 현대에서 일반적으로 연구라고 칭한다.

## 연구의 형태
과학적 연구는 과학적 방법에 기반을 두어 응용된 방법으로서, 습득되지 않은 미지의 지식을 습득하는 과정이다. 이러한 연구 형태는 결과로서 과학적 정보와 자연과 세계의 성질에 관한 설명에 필요한 이론들 또한 가져온다. 과학적 연구는 자선기관이나 회사를 포함한 사립 기관 등에 의해 지원받는다. 또한 과학적 연구들은 그것들의 학술적, 혹은 응용적 목적에 따라 다양한 분야로 세분화된다. 과학적 연구는 학술적인 집단의 입장을 반증하는 목적으로 자주 사용되지만, 이러한 방법으로의 응용은 부정확성에 관한 논란이 제기되고 있다. 과학적 연구의 예시로써 널리 알려져 있는 것은 그레고어 멘델의 유전학 실험인데, 그의 연구는 현대적인 과학적 연구의 개념인 가설 설립, 실험, 관찰, 가설 확인 등의 요소들을 놓치지 않고 정확하게 제시하고 있는 하나의 예 중 하나이다.
인문학적 연구는 해석학, 기호학 등 상대적인 인식에 관한 다양한 방법들을 포괄한다. 인문학자들은 주로 문제에 대한 최종적인 답안을 찾으려고 하는 것이 아니라, 그 문제에 관한 배경과 세부 사항들을 조사한다. 내용은 항상 사회에서 중요한 점들을 다루며, 그 내용은 사회적, 역사적, 정치적, 문화적, 혹은 인종적일 수 있다. 인문학 연구의 예시로는 역사적 방법에 포함되어 있는 역사적 연구를 들 수 있다. 사학자들은 일차적 정보들과 다른 증거들을 통하여 주제에 관해 체계적으로 접근하여, 역사를 과거의 장부처럼 기록해 나간다. 현대에서 인문학적 연구는 사회학적 측면에서 매우 중요한 역할을 맡고 있으며, 그에 따라 인문학적 연구의 진행 역시 활발하다.
예술적 연구, 혹은 ‘실무 위주의 연구’, 즉 시행착오에 기반을 둔 연구로 불리는 연구의 형태는 연구의 목적이나 연구의 진행 방법에 있어서 창의성이 필요할 때 진행된다. 이는 또한 과학적 연구가 과연 순수한 지식과 진실에 관한 탐구인지에 대해 의문점을 제기하기도 한다. 예술적 연구는 일반적으로 예술가들의 행위를 칭하는 경우가 많으며 예술가들의 창작 활동 및 새로운 분야에 대한 시도 등을 포괄한다. 스톡홀름에 위치한 DOCH에 의하여 정의된 예술적 연구는 다음과 같다: "예술적 연구는 예술적 규율에 관련한 우리의 지식을 늘리고 시험하는 데에 목적을 가지고 있다. 이러한 예술적 연구는 예술적 수행에 의거하며 방법적과 비판적으로 진행된다. 이러한 예술적 연구의 실행은 문서화되어 문장으로 저장된다."

## 연구의 목적
연구자가 어떠한 연구를 진행하느냐에 따라 그 목적이 달라질 수 있으나, 큰 범위에서 일반적으로 연구는 지식에 대한 증거의 제공, 발견, 해석, 또는 인간의 지식이 진보하기 위한 방법과 체계의 발전에 그 목표를 둔다. 이러한 목적의 연구는 세상의 현상이나 법칙과 같은 지식들에 대하여 이를 설명하는 증거의 제공, 이에 대한 발견과 해석, 또는 인간의 지식이 진보하기 위한 과학과 과학 체계의 발전을 위해 이루어지는 자연과학 분야의 연구에서 많이 찾아볼 수 있다.
또한 연구는 사람들이 사는 세상의 자연과 특성을 설명하기 위한 정보와 이론을 제공하기도 하므로 실용적인 측면에서의 응용 역시 목적으로 삼을 수 있다. 이러한 목적으로 이루어지는 연구 중 하나는 사회과학 분야의 연구인데, 사회과학은 사회 안에서 일어나는 다양한 현상들을 객관적이면서 체계적인 방법으로 설명하기 위한 학문으로서 세상의 자연과 특성을 설명하기 위한 목적으로 이루어진다. 자연과학을 응용한 공학 분야에서의 연구 역시 실용적인 측면에서 가장 많이 사용되고 있는 예 중 하나이다.
자연과학과 사회과학 이외에도 인문학, 예술 등 다양한 분야에서의 다양한 목적으로 연구가 진행되고 있으며, 모든 분야에서 거의 대부분의 연구는 그 목적을 그 분야에서의 인간의 이해를 한층 더하는 것에 둔다.

## 연구의 절차
연구는 종종 모래시계 모델(hourglass model) 구조와 같은 방식을 이용하여 이루어진다. 모래시계 모델은 넓고 일반적인 범위에서 시작하여, 점점 그 범위를 좁혀가 필요한 정보를 집중적으로 얻은 뒤, 이것에 대한 결과 및 해석과 일반화를 통하여 다시 일반적인 범위로 확장하는 방식이다. 좀 더 체계적으로는, 일반적인 연구는 아래와 유사한 절차를 통하여 이루어진다.
1. 관찰 및 주제 설정 : 관찰을 통하여 어떠한 분야의 어떠한 것을 연구할지 정한다. 이 때 연구할 분야를 너무 넓거 범위로 잡게 되면 너무 많은 분량의 문헌 및 배경 조사를 해야 하며, 너무 좁은 범위로 잡게 되면 그 안에서 연구할 주제의 설정과 실험의 설계가 어려우므로 충분히 고려한 뒤에 연구 분야와 그 주제를 설정하는 것이 좋다. 연구는 주제와 관련하여 기존에 존재하던 지식들과 관련지어지는 것이 일반적이다.
2. 문헌 조사 : 이전까지 이루어진 연구들에 오류가 존재하거나 좀 더 연구할 가치가 있는 부분들을 찾기 위하여 이루어진다.[12] 종종, 문헌 조사는 연구할 주제가 정해지기 이전에 이루어지기도 하는데, 이 경우에는 이러한 문헌 조사를 통하여 지금까지 연구에서의 오류와 모자란 부분들을 찾아 그것을 연구 주제로 정하는 것이 보통이다.
3. 가설 설정 : 실험 등을 통하여 검증 가능한 예상이나 추정을 가설이라고 한다. 이러한 가설을 문헌과 배경 조사를 통하여 새로운 가설 혹은 기존의 가설에서 변형된 가설을 추론을 통하여 설립하고, 그 후 그 가설을 시험해 볼 수 있는 시험 환경을 설계한다.
4. 자료 수집 : 설정한 가설이 참인지 거짓인지를 판별하기 위해 자료를 수집한다. 자료 수집의 과정에서는 이미 존재하는 자료들의 분류 혹은 이전 단계에서 설계한 실험을 통하여 새로운 자료를 얻어내는 과정 또한 포함된다.
5. 자료 분석 및 해석 : 수집한 자료를 여러 방법을 이용하여 분석하고 해석한다.
6. 결론 및 피드백 : 자료 분석과 해석 과정을 통하여 얻어낸 결론을 제시하고, 결론이 제대로 도출되지 않은 경우 새로운 가설이나 또 다른 자료 수집을 통하여 피드백을 진행한다. 이후 만족스러운 결과가 진행될 때까지 이 과정이 되풀이된다.

보통 연구는 이러한 순서에 따라 진행되지만, 이 단계는 고정된 과정이 아니라 언제든지 바뀔 수 있는 과정이며, 특히 관찰 및 주제 설정과 문헌 조사는 어느 것이 먼저라고 명확하게 설정할 수 없다. 그렇기 때문에 이 순서를 정확하게 지킬 필요는 없으며, 전체적인 틀 안에서 어느 정도의 변형은 일반적으로 허용되고 있다. 또한 자료 수집과 자료 분석 및 해석 과정에서 어떠한 자료를 어떠한 방식으로 수집하여 어떠한 방법으로 분석하고 해석하는 지에 따라서 연구의 분류가 나뉘게 된다.

### 과학적 방법의 연구 절차

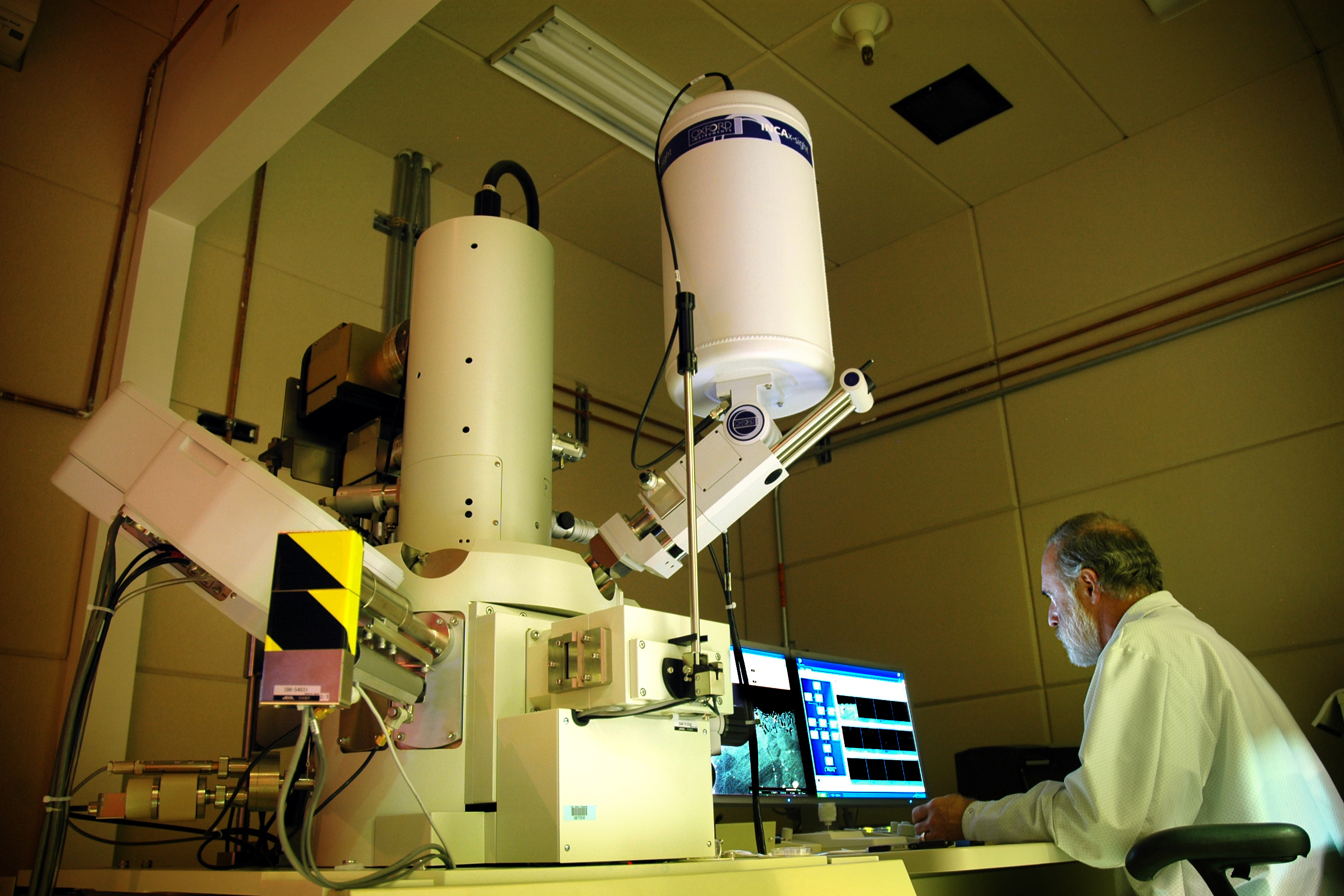
전자현미경 연구실에서 진행되는 일차적 과학적 연구의 모습.

과학적 방법은 '지식 순환'으로 불리는 기본 요소들의 반복 귀납, 끼워 넣기, 또는 순서도의 일부를 이루는 부분 순서의 반복 등으로 이루어진다. 20세기 이후 일반적으로 정착된 과학적 방법인 가설 연역 방법은 네 가지 기본 요소로 이루어져 있다. 즉, 다루는 주제를 정의하고 측정 단위를 결정하며 연구 대상을 관찰하고 측정하는 특성화, 관찰과 측정을 통해 얻어진 정보를 바탕으로 설명을 시도하는 가설 설정, 가설이나 이론에 비추어 논리적이고 연역적인 원인을 추정하는 예측, 가설에 의해 예측된 바를 검증하는 실험이 그것이다.
과학적 방법의 과정을 간단히 차례를 두어 표현하면 다음과 같다.
1. 문제 정의 : 해당 분야 혹은 주제에 관한 문제를 정의하고 해결 방안을 연구의 목표로 삼는다.
2. 정보 및 자료 수집 (관찰) : 조사 혹은 관찰을 통하여 정보(대개 이차적 자료이다.)를 수집하여 연구의 기반으로 삼는다.
3. 관찰한 사실을 설명할 수 있는 가설 설립 : 이전의 연구 혹은 추론에 의하여 해당 주제 혹은 분야에 관한 새로운 이론이나 가설을 이용한 문제의 명제를 정의하고 확립하여 연구의 목표를 찾는다.
4. 실험을 통한 자료 수집 : 주제와 문제에 관련된 실험을 통하여 일차적 자료를 얻는다.
5. 자료 분석 : 자료를 분석하여 문제 혹은 명제와 이론, 가설의 연결고리를 만드는 과정이다.
6. 분석된 자료 기준하에 가설 평가 및 새로운 가설 설립
7. 결과 발표 : 결과를 논문 등 여러 형태로 발표하여 알린다.
8. 재실험 (종종 다른 과학자들이 발표된 가설을 검증한다.)
9. 반복된 실험으로 검증된 가설은 이론으로 인정된다.

위 순서에서 3번부터 6번까지는 만족할 만한 결과가 나올 때까지 반복된다. 이렇게 이루어지는 방법을 특히 가설-시험 방법이라고 한다.

### 사적 연구 방법의 연구 절차
사적 연구 방법(Historical Method), 또는 사적 방법은 사학자들이 역사적 증거를 바탕으로 역사 혹은 역사에 관련된 현상들을 서술하고 해석하는 과정을 의미한다. 사적 연구 방법에는 다양한 방법들이 동원되어서, 사학자들의 목표인 종합, 외부 비평, 그리고 내부 비평을 위하여 진행된다. 이러한 다양한 방법들이 사용되지만, 다음에 열거한 일련의 과정들은 공식적인 사적 연구 방법에 자주 포함되는 것들이다.
1. 정확한 일시의 확인
2. 목격자의 증언
3. 자료의 분석
4. 진실성의 확인

## 연구의 분류
연구 진행의 목표는 새로운 지식을 얻거나 혹은 알려진 주제에 대한 더욱 깊은 이해를 얻는 것이다. 이러한 과정은 보통 세 가지의 주요 형태를 가진다. (물론 아직 이 세 가지의 정확한 기준은 없으며, 정확한 분류 또한 불가능하다.)
- 탐색적 조사(exploratory research)는 연구의 주제 혹은 문제의 발견, 변수의 규명, 가설의 도출을 위하여 실시하는 조사로서 예비적 조사로 실시한다. 이는 기초조사로서 조사하려고 하는 분야에 대해 현재까지 연구되어온 자료 혹은 조사연구의 분야에 대한 가설을 발전시키는 것, 그리고 정확한 연구의 목표에 관한 가설의 전개를 위한 명제의 확립을 목표로 하며 보통 이차적 연구(secondary research)의 형태를 띠고 있다.
- 건설적 조사(constructive research)는 탐색적 조사에서 확립된 주제에 관한 가설과 이론을 문제 혹은 주제에 관하여 성립하는지 실험해 보는 과정이다.
- 실증적 조사(empirical research)는 직접혹은 간접적인 관찰을 통해 자료나 지식을 얻는것을 뜻한다. 실증적 증거는 질적인것과 양적인것으로 나뉘는데, 많은 연구자들은 이 두가지를 적절히 섞어서 사용한다. 이 연구 방법은 과학적 연구에 많이 쓰이는데, 주로 관측가능한 자료를 검증한다. 그리고 통계적 자료는 실증적 방법이 적합한지 판단할 수 있다.

독일 심리학자이자 체스 마스터인 A.D. 드 흐로트가 세운 실증적 연구 사이클은 다음과 같다.
1. 관찰 : 가설의 설정
2. 귀납 : 가설의 구체화
3. 연역 : 가설의 확인가능한 추론들을 통한 결과의 예측
4. 실험
5. 평가 : 실험의 결과에 대한 피드백

### 일차적 연구와 이차적 연구
연구는 우선 연구가 수행될 때 필요하거나 수집되는 자료의 종류에 따라, 그 연구는 일차적 연구 혹은 이차적 연구로 분류된다.

#### 일차적 연구
일차적 연구(primary research)는 어떠한 과정도 거치지 않은 일차적 자료를 직접 얻어 시행하는 연구인데, 보통 이차적 자료를 얻은 다음 시행하게 된다. 자신이 원하는 자료를 정확히 얻을 수 있다는 점, 원하는 자료 수집 모델을 실험 목적과 환경에 맞도록 자유롭게 짤 수 있다는 점이 장점으로 작용한다. 그러나 연구 과정에 자본이 많이 필요하며 객관적이고 신빙성있는 자료를 얻기위해서는 자료 수집 모델을 오랜 기간동안 준비해야 한다는 점이 단점이다.

#### 이차적 연구
이차적 연구(secondary research,desk research)는 일차적 연구를 통해 얻어진 일차적 자료가 요약, 분류, 비교, 종합된 이차적 자료를 통하여 진행되는 연구이다. 이차적 연구의 일반적으로 알려진 장점으로는 높은 수준으로 분석된 자료를 손쉽게 구할 수 있으며 정보의 양도 많아진 오늘날에는 원하는 정보를 손쉽게 얻을 수 있다는 것이다. 그러나 전문적이거나, 자세하거나 특정한 주제에 대해서는 직접적인 일차적 자료의 부재가 이차적 연구의 걸림돌이 될 수도 있다. 이차적 연구는 흔히 의학 연구와 시장 연구에서 이용되며 고고학에서도 이용되는데, 일차적 연구와 이차적 연구가 모두 수행되는 고고학에서는 흔히 현장 연구의 반대되는 말로 이차적 연구(desk research)가 사용되기도 한다.

### 양적 연구와 질적 연구
크게 두 가지의 연구의 디자인이 존재하는데, 그것이 양적 연구와 질적 연구이다. 연구자들은 이러한 두 행로 중 하나를 연구의 방향과 특성에 의거해 연구의 목표에 관계된 결과를 얻을 수 있도록 선택하여 연구를 진행하게 된다. 양적 연구와 질적 연구는 서로 배타적이기 보다는 상호보완적이라고 보는 것이 더 타당한 견해이다.

#### 양적 연구
양적 연구(quantitative research)는 대상의 양적 측면에 주목하여 계량화된 자료를 통해 증거를 제시하고 이를 체계적으로 분석함으로써 그 연관성을 밝히는 연구 방법이다. 일반적으로 양적 연구는 어떠한 물음에 답하기 위하여 통계적인 방법으로 분석할 수 있는 데이터를 수집하는 방식으로 이루어진다. 그러나 양적 연구는 인간의 내면적인 특성까지 계량화함으로써 사실을 지나치게 단순화시키고, 인간의 자율적이고 역동적인 상호관계를 수량적 관계로 바꾸어 놓음으로써 사회현상에 내재되어 있는 인간의 의도나 가치로부터 분리하여 이해하려고 한다는 지적을 받고 있다. 실증주의를 바탕으로 한 자연과학적 탐구방법에서 발달되어왔으며, 모든 실상은 양화(quantification)할 수 있다는 사상을 바탕으로 연역적 사고, 객관주의, 일반화, 몰가치성을 그 사상적 배경으로 한다.

#### 질적 연구
질적 연구(qualitative research)는 대상의 질적 측면에 주목한 연구이다. 특히 사회과학 분야에서는 오랜 역사를 가진 연구 방법으로 양적 연구을 보완한 연구 기법이다. 질적 연구의 기본적인 특징은 어떤 연구 주제에 대해서 양적인 응답을 하지 않는다는 것이다. 질적 연구는 모든 연구 대상의 의미, 경험, 그리고 견해를 강조하면서, 실험실이 아니라 자연적인 환경에서 사회 현상을 이해하는 데에 도움을 주는 개념을 개발하는 것을 목적으로 하고 있다. 질적 연구는 "얼마나 많은 X가 있는가?"보다는 "X란 무엇이고, 여러 가지 다른 환경에서 X가 어떻게 달라질 수 있는가?"라는 의문에 대해 더 관심이 있는 것이다. 질적 연구는 인간의 행동 자체와 인간이 그러한 행동을 하는 이유를 이해하기 위해 이루어지는 경우가 많다. 일반적으로 질적 연구는 어떠한 물음에 답하기 위하여 그 물음에 대해서 언어적으로 분석할 수 있는 데이터를 수집하는 방식으로 이루어진다. 또한, 질적 연구는 변수 따위를 수적으로 측정하는 방식은 배제하고 전체 집단의 경향성을 이해하기 위하여 이루어진다. 인터뷰, 설문, 관찰, 시험, 계산, 전기문과 사례연구, 역할연기, 모의실험, 개인적 구성 등 질적 자료를 얻기 위해, 사회학과 사회 심리학, 문화 인류학 등에서 자주 사용되는 방법이다. 또한 좁은 의미의 조사뿐만 아니라, 실험, 심층적 민속학적 연구, 활동연구, 사례조사 연구, 시험과 평가 등 다양한 방법을 이용하는 조사 방법을 가리키는 개념이다. 사회에서 자료를 수집하기 위한 하나의 방법으로 생각할 수도 있으며, 그런 의미에서 다양한 관찰 행위도 포함된다. 질적 연구에서 처리되는 자료는 무형 자료라고 한다.

### 과학적 연구
과학적 연구란 특정한 자연현상간의 추정된 관계에 대한 이론과 가설을 검증하기 위하여 실시되는 체계적이고 통제된 경험적이면서 비판적인 연구이다. 과학적 목표의 일반적인 목표는 실험 과정을 통하여 이론과 가설에 대한 해답을 얻어내는 데에 있다.
과학적 연구가 체계적이고 통제된 연구이며, 이는 연구자가 연구결과에 결정적인 확신을 가질 수 있다는 것을 의미한다. 따라서, 연구자가 관찰을 통제하지 못했거나 대안적 가능성을 배제시키지 못했을 때보다도 검증된 관계가 관찰을 통제하였거나 대안적 가능성을 배제시킨 것일 때 연구자는 보다 큰 확신을 가질 수 있다.
또한 과학적 연구는 경험적이다. 만일 과학자가 어떤 이론이나 가설을 그렇다고 믿는다면, 그는 어떻게든 자신의 신념을 객관적으로 검증해 보아야 한다. 다시 말해서, 주관적인 신념은 객관적 실체에 비추어 검증되어야 한다. 과학자는 항상 자신이 갖고 있는 개념에 대해서 경험적인 조사와 검증을 해야 한다.
따라서 과학 논문 작성시 연구방법에 해당하는 부분은 해당 연구가 유효한 것인지를 판단할 수 있는 중요한 근거가 되기 때문에 다루려는 연구 주제나 문제를 다루기 위해 어떤 방법으로 연구를 했고, 구체적으로 어떻게 연구를 수행했는지를 분명하고 정확하게 제시해야 한다.

## 연구의 방법

### 비교와 대조
어떤 대상의 속성이나 특성을 밝히기 위해 다른 대상과 견주어 진술하는 것을 비교 혹은 대조라고 한다. 두 개 이상의 대상이 가지고 있는 공통점이나 유사성을 지적하여, 진술하고자 하는 대상의 본질을 밝히고자 하는 것을 비교라고 하고, 다른 대상과의 차이점으로 그 본질을 밝히고자 하는 것을 대조라고 한다. 비교와 대조의 방법은 어떠한 대상을 분류하고 분석하는 데에 기초가 된다.

### 분류와 분석
분류와 분석은 연구에서 필요한 기본적 지식과 배경을 제공하는 역할을 담당하며, 두가지 과정 중 하나 이상 없이는 일반적인 연구의 진행이 거의 불가능에 가깝다고 할 수 있다.

#### 분류
분류(分類)는 개념이나 주체를 인지하고, 차별화하고, 이해하고 그에 따라 각각의 개념과 주체들을 기준에 따라 나누는 과정을 말한다. 분류는 주체가 범주 안에 있는 것을 암시하며, 보통 특정한 목적을 가지고 있다. 개념적으로 범주는 지식의 주체와 그 안에 포함된 개체 사이의 관계를 서술해 준다. 분류는 보통 여러 대상들을 기준에 따라 나누어 표기해 이차적인 자료를 만들어 추후에 진행되거나 연속적으로 진행되는 연구를 위한 정보를 만드는 데에 사용된다.

#### 분석
분석(分析)은 복잡한 내용, 많은 내용을 지닌 사물을 정확하게 이해하기 위해 그 내용을 단순한 요소로 나누어 생각함을 뜻한다. 분석은 그 목적에 따라 일정한 관점에서 해야만 한다. 과학적인 사고에서는 분석적인 방법이 중요하나, 또한 분석으로 명확해진 각 요소의 관계를 통일적으로 정리하는 것(총합)도 중요하다. 분석은 일반적으로 어느 특정한 자연 현상에서 추론을 통하여 가설 혹은 이론은 설립 할 때에 기본 정보에서 부가적인 정보를 제공하는 데에 사용된다.

### 추론
추론이란 어떠한 판단을 근거로 삼아 다른 판단을 이끌어 내는 것을 뜻하며, 주제에 관한 어떠한 문제 혹은 가설을 제기하며 그 가설과 실제 현상과의 연결을 짓는 데에 사용된다. 다른 말로는, 주어진 정보나 전제에서 출발하여 어떤 긍정할 만한 논의 형태를 통해 결론을 이끌어내는 것이다. 추론은 일반적으로 타당한 논쟁 형태를 분석하여 그 전제가 함축하고 있는 결론을 이끌어내는 연역적 추론과, 많은 사실들로부터 일반적 진술을 주장하는 귀납적 추론으로 나뉜다. 추론은 알려진 정의역 안에서 빈도로부터 명시된 가능성을 결론짓는 확률과 실재집합의 몇 %가 일정한 조건을 만족하는가를 평균적으로 결론짓는 통계적 사고에 의하여 이끌린다.

#### 연역적 추론
연역적 추론이란 일반적인 사실을 바탕으로 특수한 사실을 이끌어 내는 추론의 방식이다. 즉, A가 B에 속하고 B가 C에 속하면 A는 C에 속한다는 기본적인 집합론적 아이디어를 명제로 확장한 것이다. 여기서 이미 알고 있는 판단은 전제, 새로운 판단은 결론이다. 진리일 가능성을 따지는 귀납적 추론과는 달리, 명제들 간의 관계와 논리적 타당성을 따지므로 전제들로부터 절대적인 필연성을 가진 결론을 이끌어 낼 수 있다. 또한 전제와 결론의 구체적인 내용은 문제로 삼지 않으며 엄격한 논리적 규칙에 의존한다. 연역은 결론의 내용이 이미 전제 속에 포함되어 있다는 점에서 진리보존적 성격을 지닌다. 그렇기에 연역은 전제에 없었던 새로운 사실적 지식의 확장을 가져다 주지는 못하며, 이미 전제 속에 포함되어 있는 정보를 명확하고 새롭게 도출해낼 뿐이다. 연역적 추리의 방법은 하나의 전제에서 결론이 도출되는 직접추리와 2개 이상의 전제에서 결론이 나타나는 간접추리로 나뉜다. 대전제>소전제>결론의 형식으로 나타나는 삼단논법이 간접추리의 전형적 형식이다. 실제의 학문 연구가 순수히 연역적 형태로서만 이루어질 수는 없으며 관찰이나 실험 등의 증명 과정과 통일되어 적용된다. 오늘날에는 전제로 삼은 가설을 검증하기 위해 그 가설에서 몇 개의 명제를 연역해 실험과 관찰 등을 수행하는 가설연역법이 널리 쓰이고 있다. 또다른 연역 방법으로는 공리적 방법, 수학적 가설법 등이 개발되었다.

#### 귀납적 추론
귀납적 추론은 연역적 추론의 방향의 반대로 추론을 진행하는 것으로 개개의 특수한 다수의 사실로부터 일반적인 사항을 도출해 내는 것이다. 구체적인 다수의 사실을 토대로 일반적으로 개연성이 큰 사항을 도출해 내는 것이기 때문에 확률적 추론이라고도 한다. 확률적 추론의 신빙성과 타당성을 높이기 위해서는 검토하는 자료의 대상이 전체를 대표할 수 있을 정도로 충분한 수의 자료를 확보하여야 하고, 그들은 그 집단을 대표할 수 있는 전형적 것이어야 한다. 귀납적 추론은 흔히 완전 귀납, 통계적 귀납, 인과적 귀납으로 구분한다. J. S. 밀은 인과 관계를 파악하는 귀납적 연구방법을 다음의 5가지로 정리했다.
1. 일치법(一致法) : 동일한 현상이 나타난 둘 또는 그 이상의 사례에서 단 하나의 요소만이 공통으로 나타나고 있다면 이 요소가 그 현상의 원인 또는 결과라고 판단하는 방법
2. 차이법(差異法) : 어떤 현상이 나타난 사례와 그렇지 않은 사례를 비교해서 다른 모든 조건이나 요소가 공통으로 나타나고 하나의 요소가 다르게 나타날 때, 그 요소를 현상의 결과 또는 원인 내지는 원인의 중요한 일부로 판단하는 방법
3. 일치차이병용법(一致差異倂用法) : 어떤 현상이 나타난 둘 또는 그 이상의 사례에 한 가지 공통된 요소가 존재하고, 그 현상이 나타나지 않는 둘 또는 그 이상의 사례에서는 그러한 요소가 없을 때, 그것들의 차이점인 요소가 그 현상의 결과 또는 원인 내지는 원인의 중요한 일부라고 판단하는 방법
4. 잉여법(剩餘法) : 어떤 현상에서 이미 귀납법으로 앞선 사건의 결과로 알게 된 부분을 차례로 제거해 갈 때 그 현상에 남은 부분을 나머지 부분의 원인이나 결과로 판단하는 방법
5. 공변법(共變法) : 어떤 현상이 변화하면 다른 현상도 변화할 때, 곧 어떤 사실의 변화에 따라 현상의 변화가 일어날 때, 전자의 변화가 후자의 변화의 원인 또는 결과이거나 혹은 그 현상을 공통의 원인의 결과라고 판단하는 방법[34]

이와같은 귀납적 추론에 의하면 현존하는 이론은 단 하나의 반례를 통하여 반증될 수 있으며, 이는 반증주의의 기반이 된다.

#### 유추
유추는 하나의 개별적인 사항에서 다른 개별적인 사항을 이끌어 내는 방식으로, 두 사항의 유사성을 바탕으로 추론되는 것이다. 유추는 개연성을 보여 줄 따름이지 확고한 사실을 드러내 주지는 않는다. 그러므로 유추에 의해 뚜렷한 결론을 내리려고 하기보다는 좀 더 구체적인 연구의 동기와 실마리를 제공하는 데에 더 큰 의의를 찾을 수 있다. 유추에 의한 추론을 할 때 중요한 사항은 추정하려는 대상과 비교하려는 대상의 구성 요소를 잘 파악하여 결정적인 유사성을 포착해 내는 일이다.

#### 오류
오류란, 연구의 과정 중 추론의 과정에서 흔히 발생하는 문제이며, 논리적인 방법으로 어떤 주제에 관하여 접근해 나갈 때 그 방법 중 하나 이상의 단계에 결함이 있음을 말하는 것이 일반적이며 이를 논리적 오류라 칭한다. 오류가 존재하는 추론 혹은 오류가 밝혀진 추론은 올바른 연구의 방법에 포함될 수 없으며, 논리적 오류 혹은 '틀림'(fallacy)를 수정하여 올바른 절차로 연구를 진행하는 것이 연구 과정에서 매우 중요하다.

## 독자연구
독자연구는 연구 주제에 대한 요약, 리뷰, 초기 출판의 종합을 기반으로 하지 않는 연구이다. 이 연구의 자료는 일차문헌에 속한다. 독자연구의 목적은 기존의 지식을 새로운 형태로 표현(이를테면 요약이나 분류)한다기 보다는, 새로운 지식을 창출하는 것이다.

## 연구윤리와 연구부정행위
연구윤리(Research ethics)란 윤리학에서 다루는 근본적인 윤리 원칙들을 과학적 연구와 관련된 다양한 쟁점들에 적용하는 것이다. 연구윤리에서는 실험의 설계와 이행, 연구 부정행위, 연구 규제 등을 다룬다. 연구윤리는 생명과 가장 밀접한 관련을 가진 의학 및 생물학 연구 분야에서 가장 많이 발달되어 있다. 한편 사회 과학 분야의 연구는 의학 및 생물학 연구 분야와는 다른 종류의, 사회학적 현상에 의해 발생되는 윤리적 쟁점들을 가지고 있다.
연구윤리는 인간이 보유한 지식이 세분화되면서 발생하는 지식의 편중화 현상이 일어나고 있는 현대 사회에서, 연구에 대한 책임에 대한 문제로 크게 부각되고 있으며, 이에 따라 잦은 문제점들이 발생하고 있는 반면, 또한 이러한 규율을 통하여 연구가 올바른 방향으로 나아가는 길을 제공하고 있기도 하다.
연구부정행위란 연구 진실성과 상반되는 개념으로, 즉 부정행위가 있는 연구의 계획,실행,발표를 의미한다. 좀 더 포괄적인 의미는 연구자가 연구자로서 지켜야할 과학적, 사회적 책임을 지키지 못한 경우를 일컫는다. 미국에서 연구부정행위에 대한 대중의 우려가 표명된 것은 1980년대 초반, 엄청난 연구부정행위 사례가 보고 되고 난 이후이다. 다른 이들이 이미 출판한 수십 개의 논문을 자신의 이름으로 출판하거나 여러 가지 방법으로 연구의 결과를 위조하거나 조작한 사실이 드러난 것이다. 더욱이 연구기관들은 간혹 이러한 문제들을 조사하기 보다는 무시하거나 고의적으로 은폐하려는 것처럼 보였다. 결국 의회가 개입해서 연방기관들과 연구기관들에게 연구 부정행위정책을 입안하도록 요구했다. 우리나라의 경우 본격적으로 연구부정행위가 대두된 것은 2005년에 2004년에 진행되었던 줄기세포 관련 연구의 부정행위가 드러나 고발당했던 황우석 사건 때문이었다.

## 같이 보기
- 교육 연구
- 연구실